# Magyar Úszó Egyesület
Magyar Munkás UE – węgierski klub piłkarski z siedzibą w Budapeszcie. Był to jeden z klubów-założycieli Nemzeti Bajnokság I, który wystąpił w pierwszym sezonie NB I.
Drużyna piłkarska była częścią Węgierskiego Stowarzyszenia Pływackiego, dla którego piłka nożna była uzupełnieniem dla drużyny piłki wodnej i sekcji pływackiej.

## Historia

### Chronologia nazw
- 1893: Magyar Úszó Egylet
- 1930: Magyar Úszó Egyesület
- 1945: Magyar Munkás Úszó Egyesület

## Osiągnięcia
- Wicemistrzostwo: 1901
- W lidze (5 sezonów na 109): 1901-1905.